# Salina de Turda

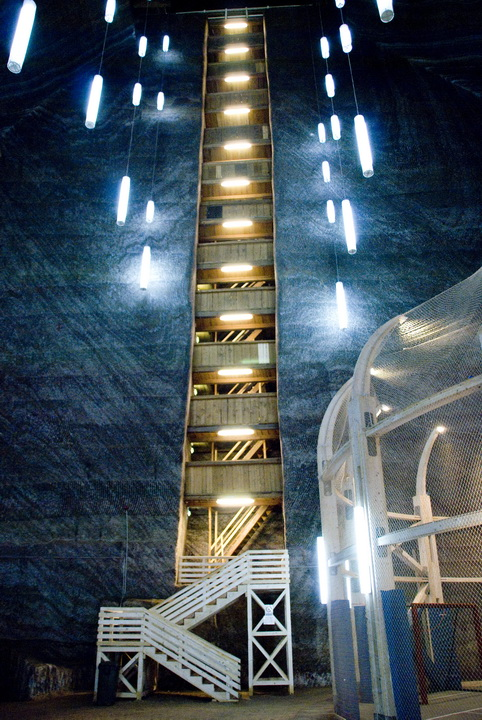
La sala Rudolf fa 80 m de llarg, 50 m d'amplada i 40 m d'alçada.

Salina de Turda (en hongarès: Tordai sóbánya) és una mina de sal a la zona de Durgău-Valea Sărată de Turda, la segona ciutat més gran del província de Cluj, al nord-oest de Romania. Inaugurada per als turistes el 1992, la mina Salina de Turda va rebre la visita de prop de 618.000 turistes romanesos i estrangers el 2017.
Salina de Turda va ser classificada el 2013 per Business Insider com una de les "25 joies amagades de tot el món que valen la pena".

## Història
La sal es va començar a extreure per primera vegada durant l'antiguitat i la mina produïa contínuament sal comuna des de l'edat mitjana, essent mencionada per primera vegada el 1075, a principis del segle XX (1932).
El primer document que parla explícitament de l'existència d'una mina de sal a Turda data de l'1 de maig de 1271, emès per la cancelleria hongaresa. Els documents conservats dels segles xiii i xiv que fan referència a les mines de sal de Turda mencionen que les salines es trobaven a la microdepressió Băile Sărate i al vessant sud-est de la Valea Sărată. Les sales d'operacions es van col·locar als llocs dels actuals llacs salats des dels perímetres esmentats anteriorment. Al segle XVII van començar les primeres obres de mineria de sal al vessant nord-oest de Valea Sărată, evidenciats per arbres a la cúpula de la sala Terezia. Poc després es va obrir la mina Sfântul Anton, on l'activitat minera va continuar fins a la primera meitat del segle xx.

### Renovació
La mina de sal de Turda es va renovar i va tornar a obrir les portes el 2010 després d'una inversió de 5.888.000 €.
Des del 1992, Salina de Turda és un centre d'haloteràpia i una atracció turística popular. El 2008, la mina de sal es va modernitzar i millorar sota el programa PHARE 2005 ESC grans infraestructures regionals / locals, per valor de sis milions d'euros. Es va reobrir al turisme el gener del 2010.

## Principals atractius

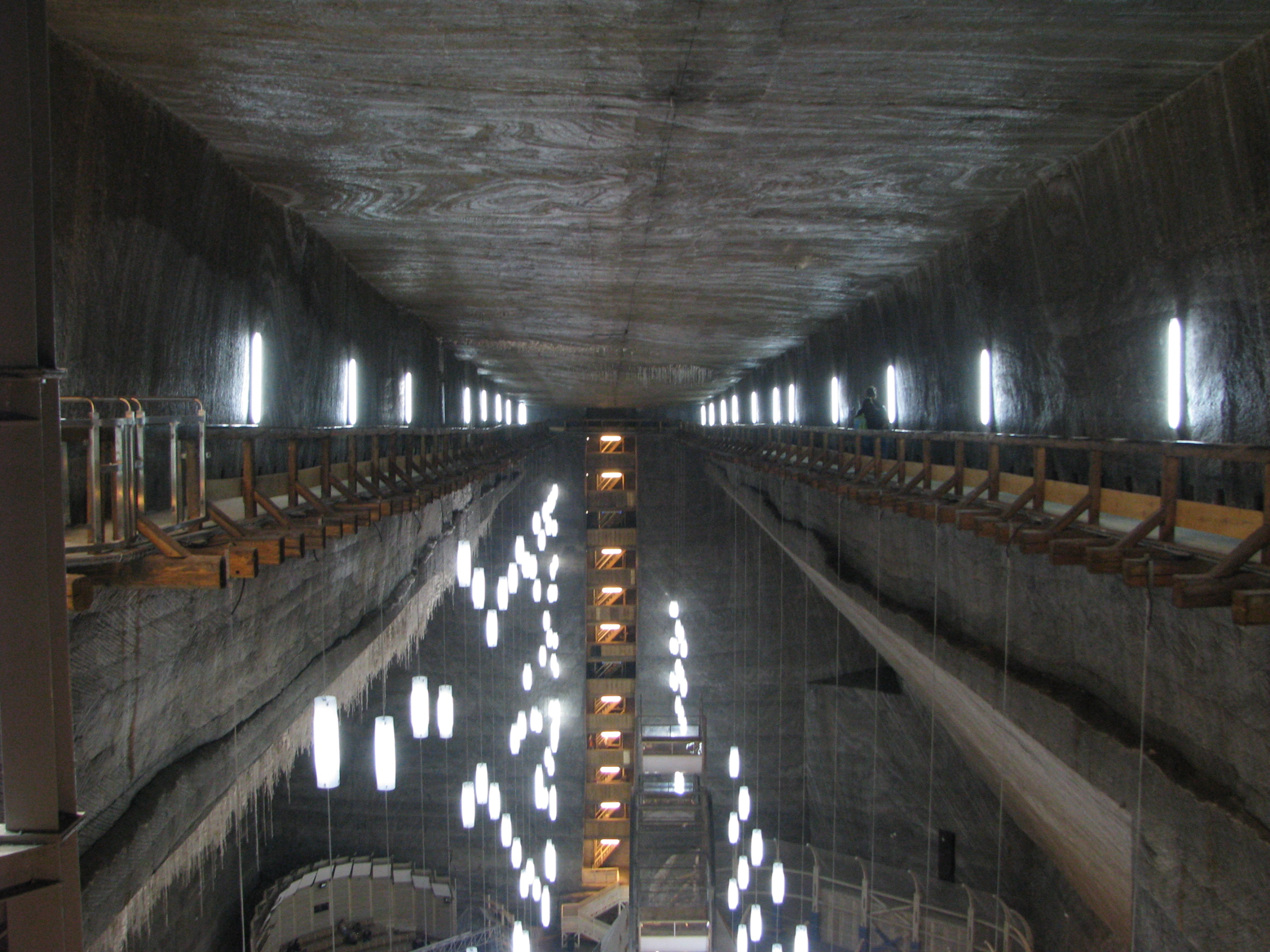
La sala principal amb estalactites de sal al costat esquerre

### MinaIosif
La mina Iosif es pot visitar a través dels balcons esculpits en sal. Es troba al costat de la galeria Franz Josef. Aquesta mina és una cambra cònica de 112 metres de profunditat i 67 metres d'ample a la base. A causa de la seva forma i manca de comunicació amb els altres punts miners importants, aquesta mina té un poderós ressò, cosa que la porta a anomenar-se "Sala dels ecos".

### HabitacióCrivac

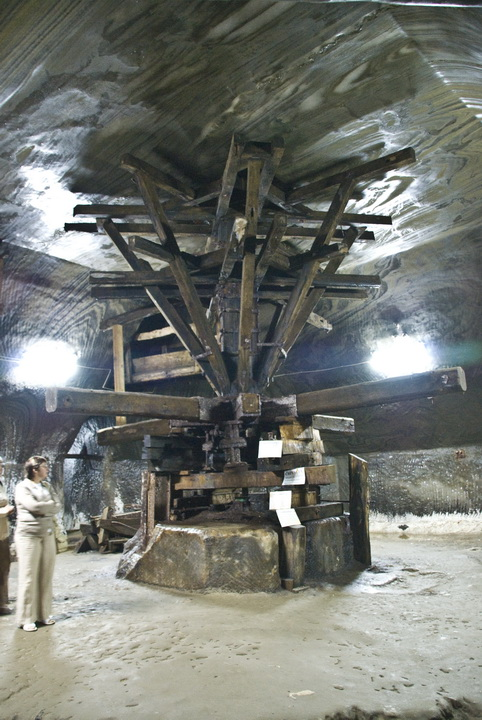
El crivac és un dels principals punts d'interès de la mina de sal.

La sala octogonal acull un cabrestant anomenat "crivac" o "gepel", maquinària rudimentària que s'utilitza per aixecar les roques salines a la superfície. Data del 1881. Aquesta màquina va substituir una altra, de mida més petita, que es va instal·lar el 1864. És l'única màquina d'aquest tipus en totes les mines de sal de Romania i probablement d'Europa que es manté a la seva ubicació original.

### MinaTerezia

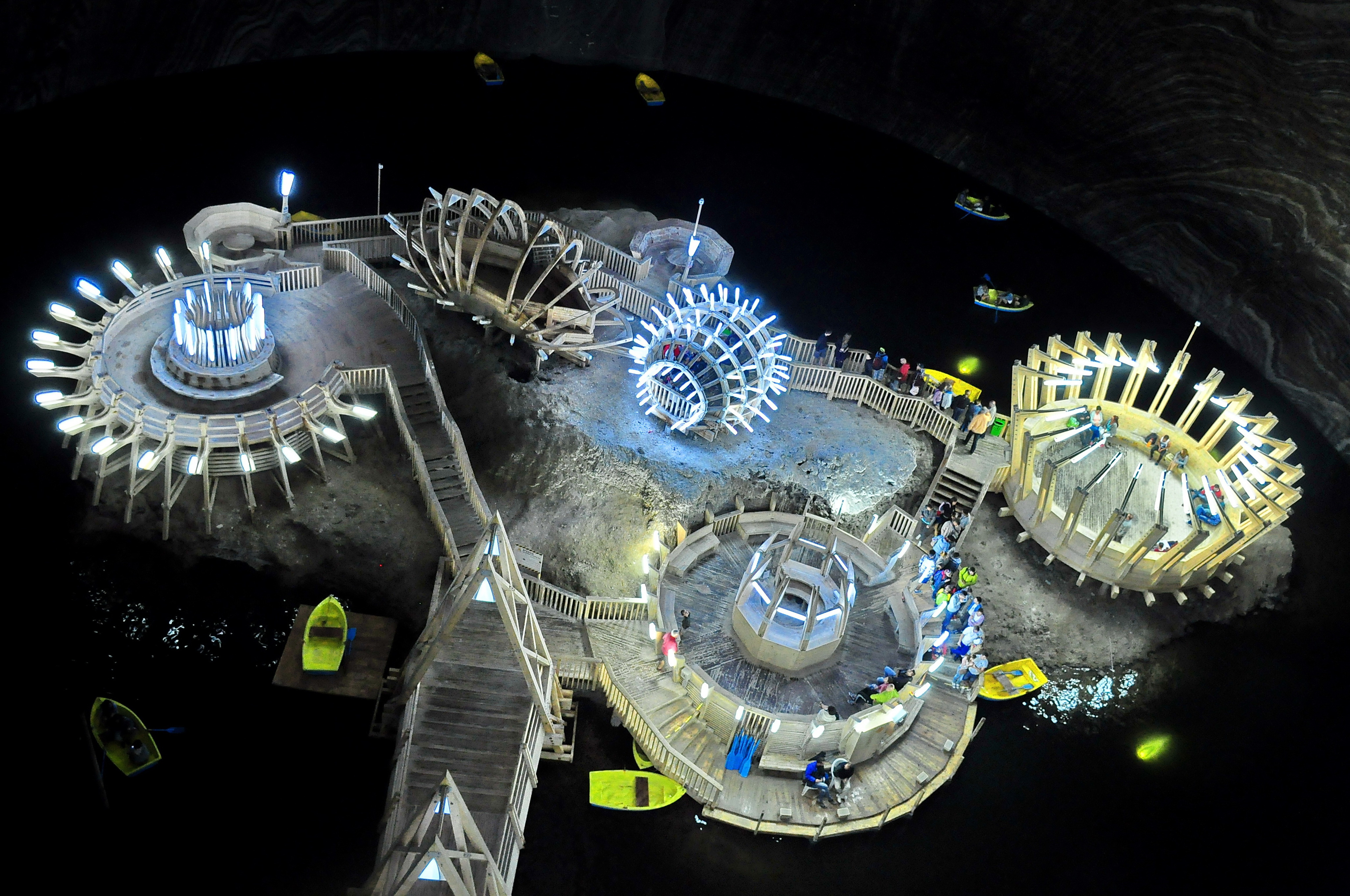
Salina de Turda: vista del llac subterrani i construccions en forma d'ovni

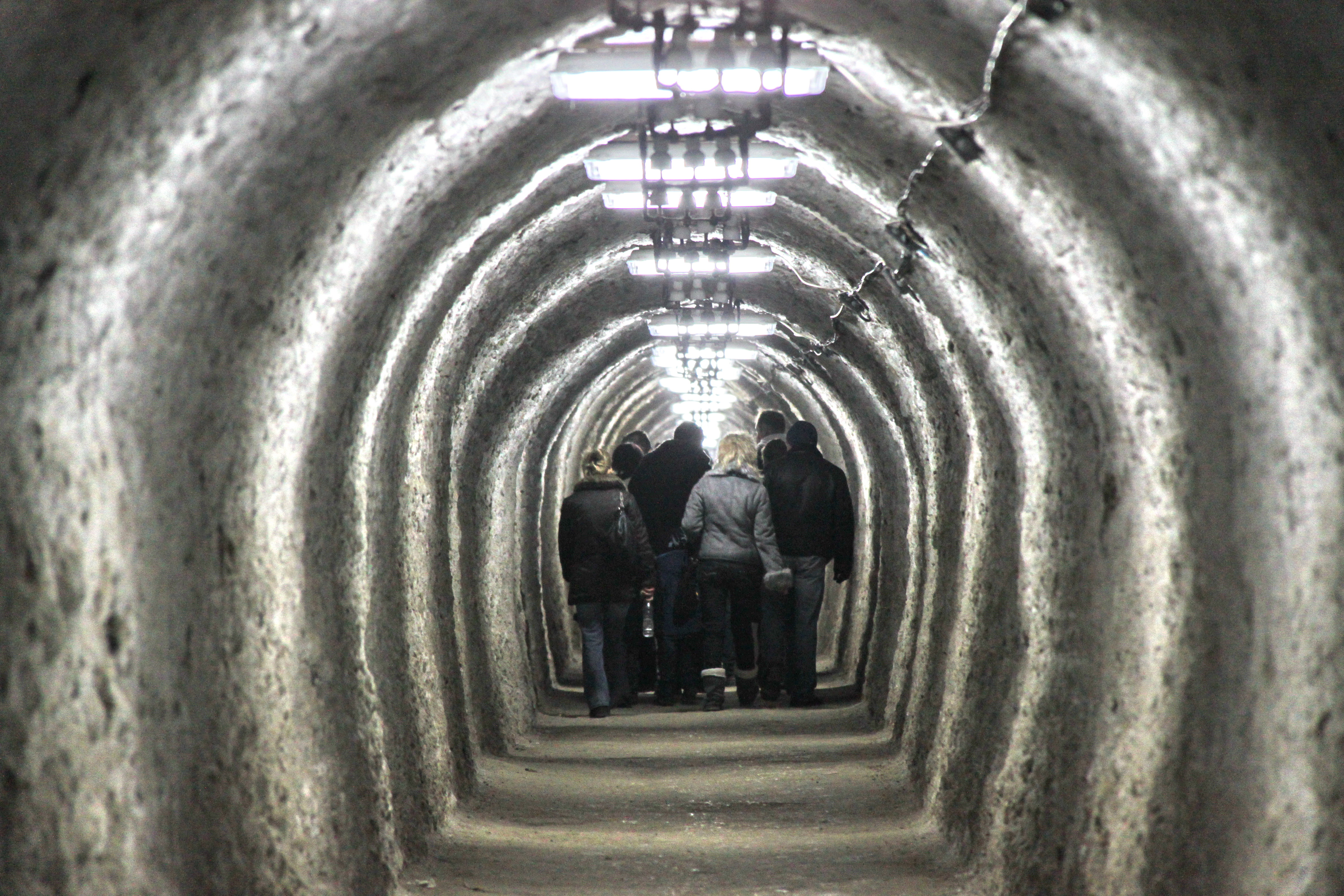
El túnel d'accés

Es tracta d'una mina cònica (campana). La mineria de sal d'aquest tipus d'habitacions va deixar enrere vestíbuls subterranis d'unes dimensions impressionants: 90 metres alçada i 87 metres de diàmetre. La profunditat des de la boca dels eixos fins a la base de la mina és de 112 metres. Una "cascada de sal", un llac subterrani, estalactites i eflorescències salines completen l'equilibri inert de la campana gegant. El llac subterrani fa entre 5 i 8 metres de profunditat i s’estén al voltant del 80 per cent de la superfície del fogar de la sala d'operacions. Al centre del llac hi ha una illa formada a partir de sal residual de baixa qualitat dipositada aquí després de 1880, any en què va acabar la mineria de sal en aquesta sala.

### MinaRudolf
La mina Rudolf és l'últim lloc on es va explotar la sal a Turda i té unes dimensions de 42 metres de profunditat, 50 metres d'amplada i 80 metres de llargada. A través del compartiment d'accés, 172 graons condueixen a la part baixa de la mina. A les parets de cadascun dels 13 "pisos" s'hi marca l'any en què es va explotar el nivell respectiu. Al sostre nord-oest s'hi han format al llarg dels anys estalactites salines, algunes fins i tot de 3 metres de llargada. L'ascensor panoràmic ofereix als turistes una visió general de tota la mina.

### MinaGizela
La mina Gizela i les sales tècniques de l'extrem nord-est de la mina de sal són similars a les de la mina Rudolf, però molt més petites perquè l'exploració de sal es va aturar poc després de l'obertura d'aquesta mina. Actualment aquesta mina està equipada com a sala de tractament de SPA amb aerosols naturals.
La galeria subterrània d'aquesta mina constitueix una reserva geològica, ja que no es permet l'accés als turistes a aquesta sala. Té 15 metres sobre la galeria de transports (galeria Franz Josef). Les infiltracions d'aigua al pou d'extracció van determinar la deposició d'eflorescències i la formació d'estalactites, i al llac que cobreix parcialment la llar de l'habitació es van formar cristalls de sal. La sala ha rebut el nom turístic de Crystal Hall.

## Galeria

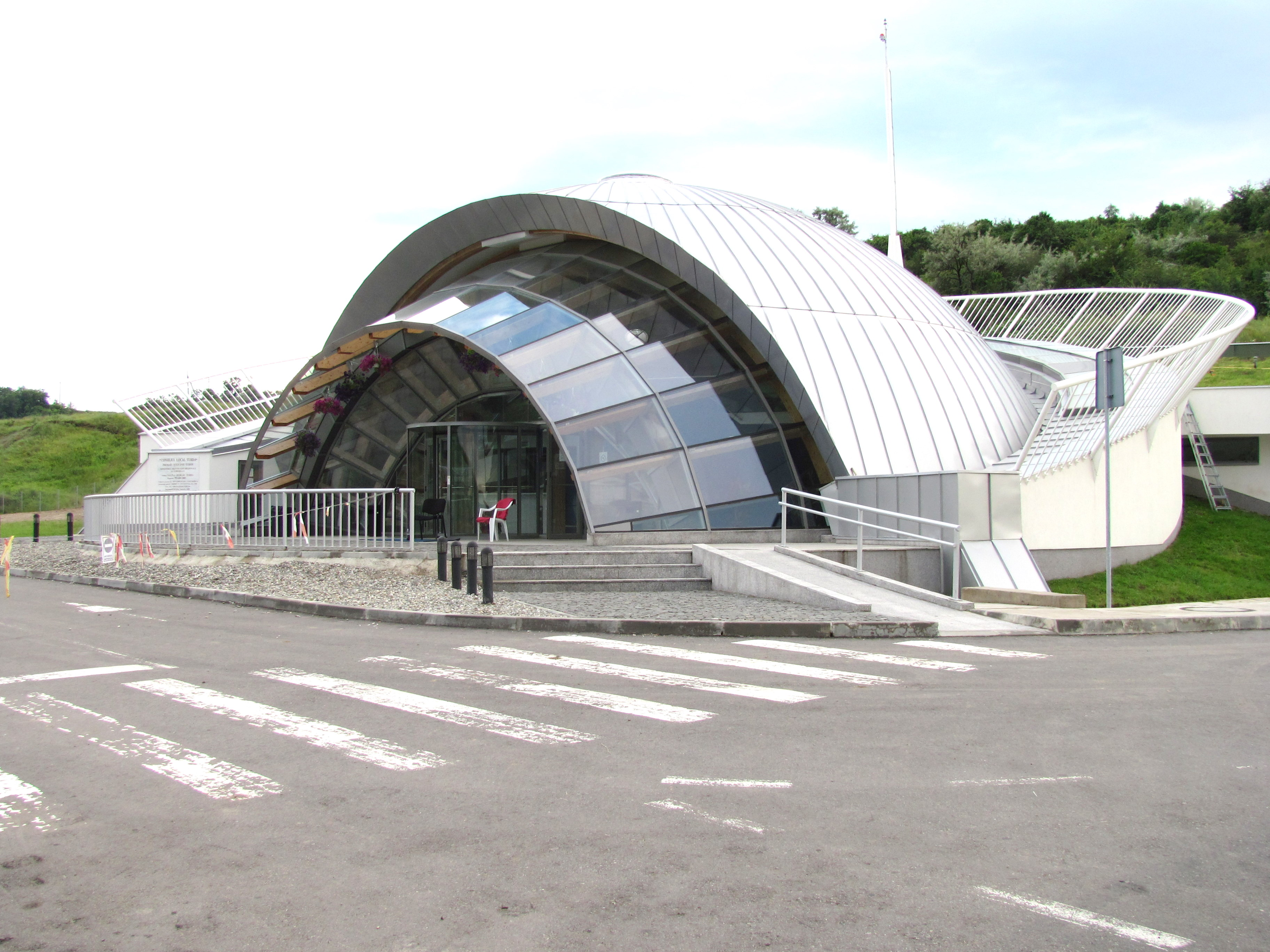
La nova entrada
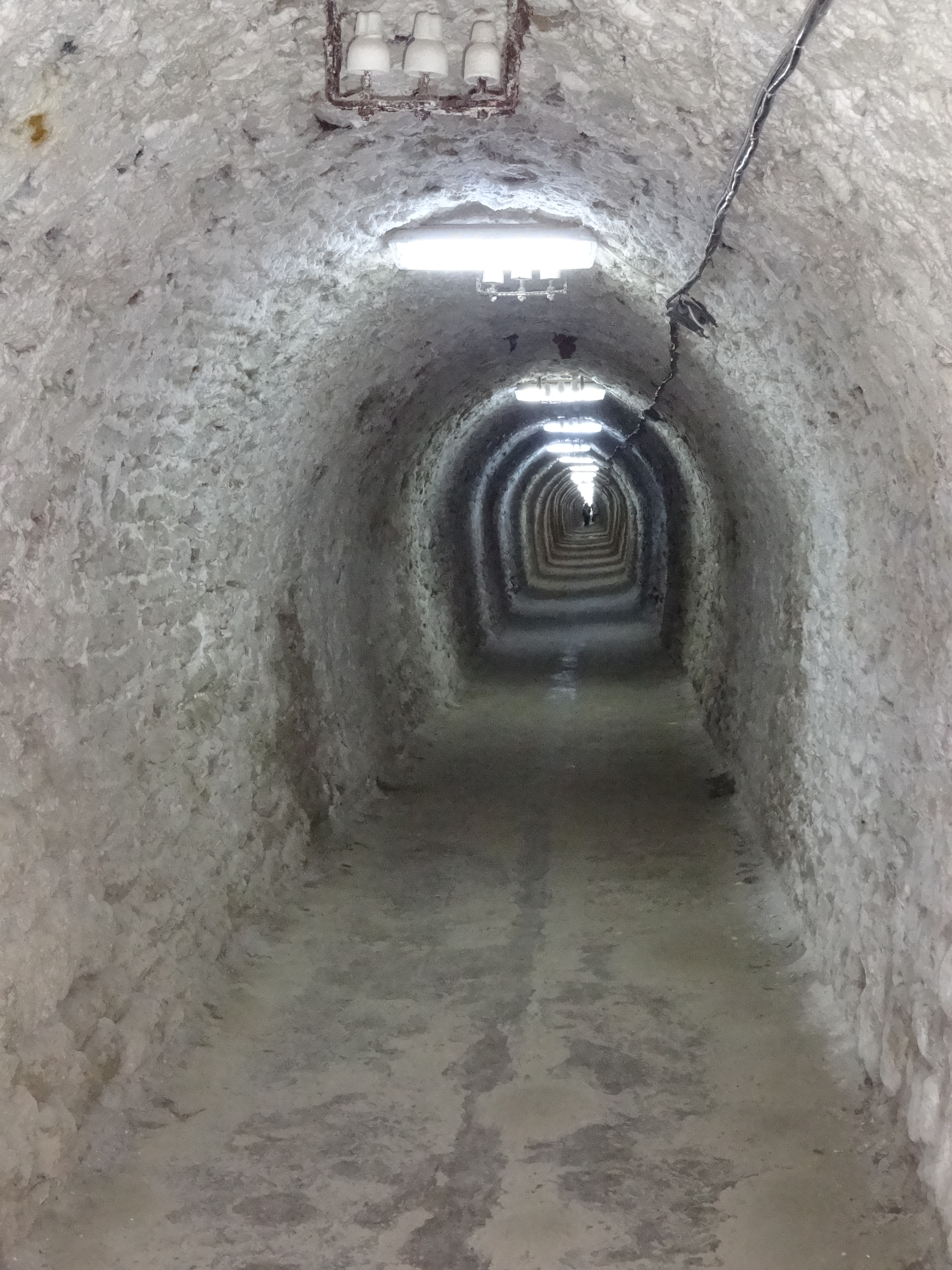
Franz Josef (entrada antiga)
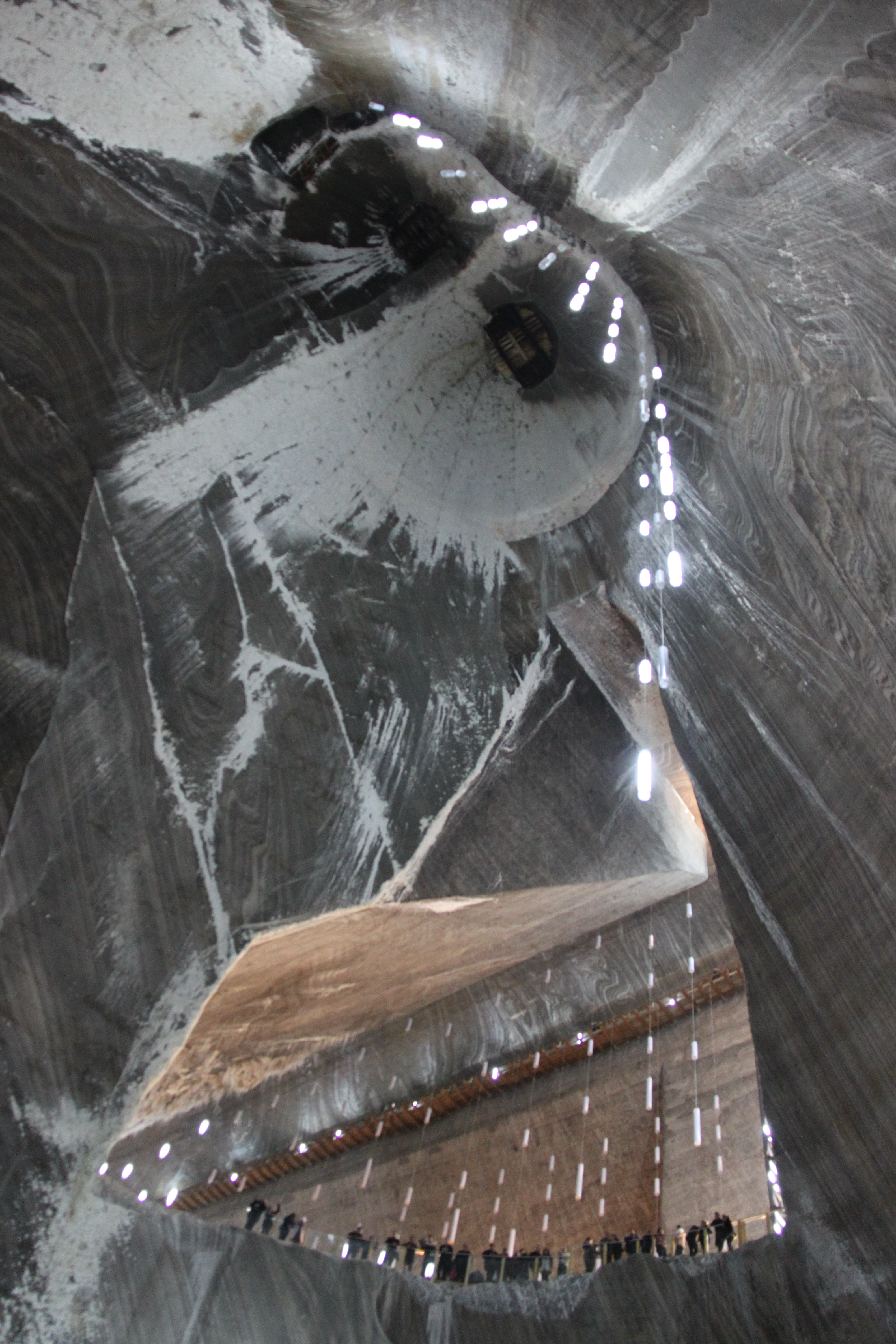
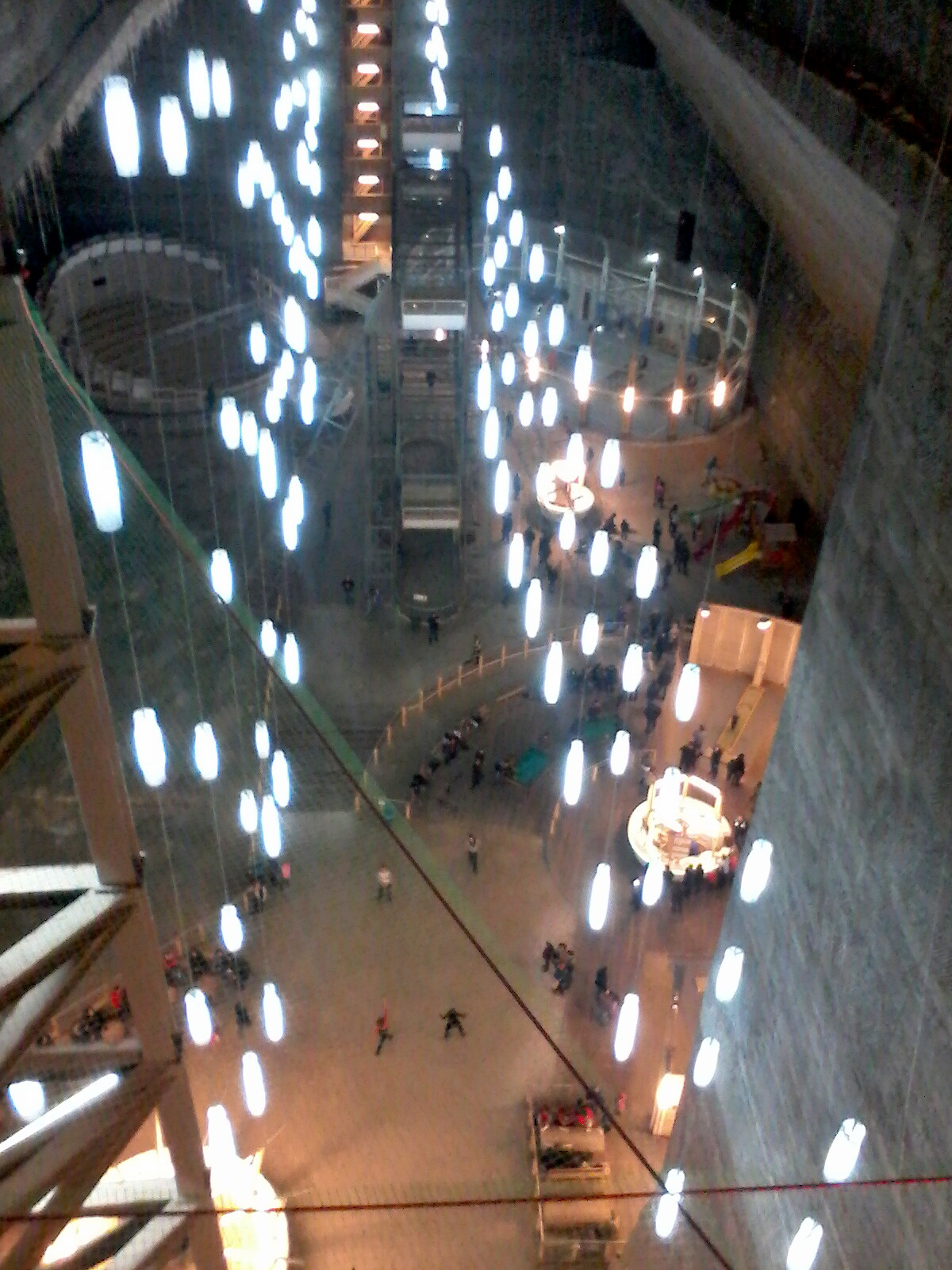
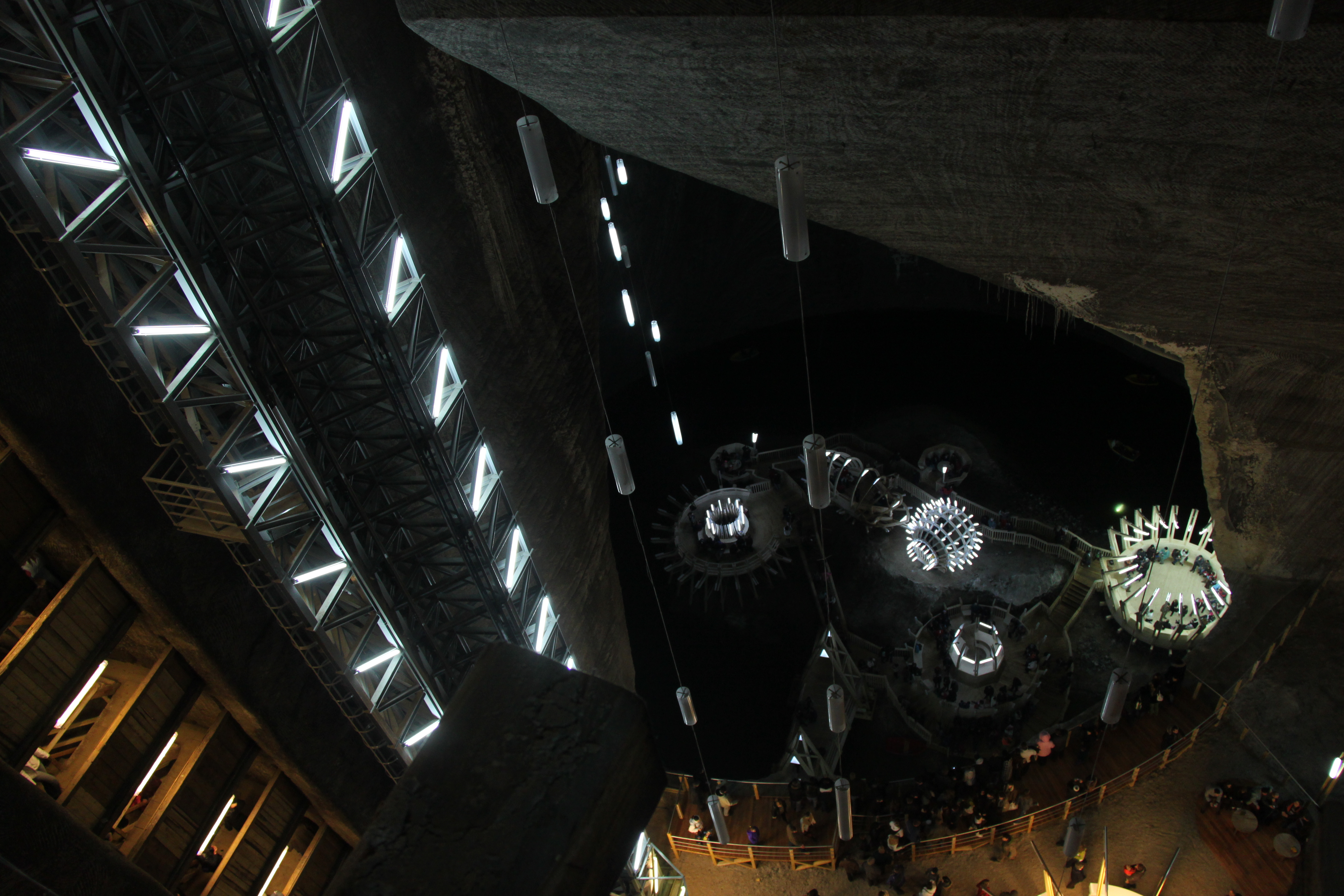
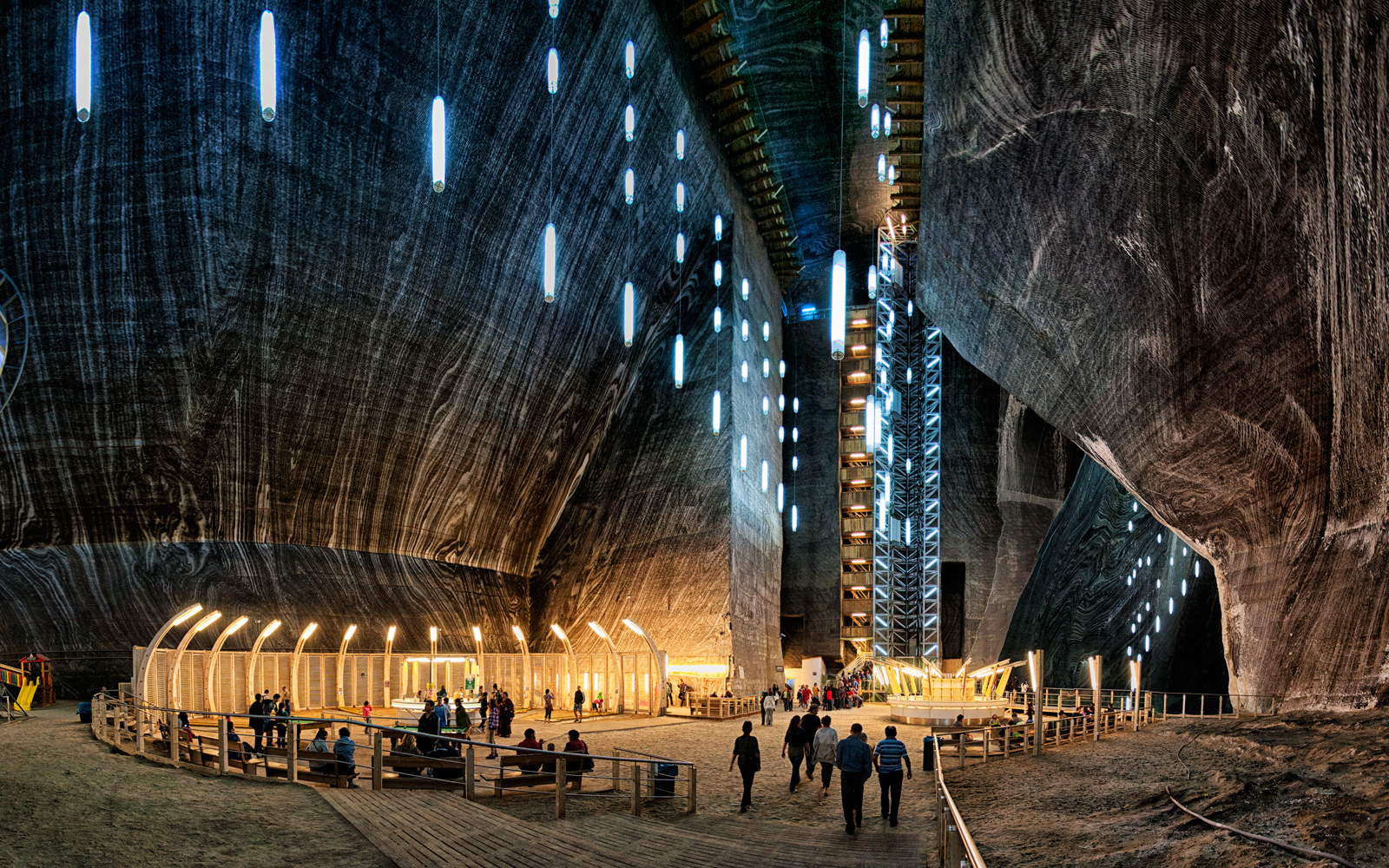
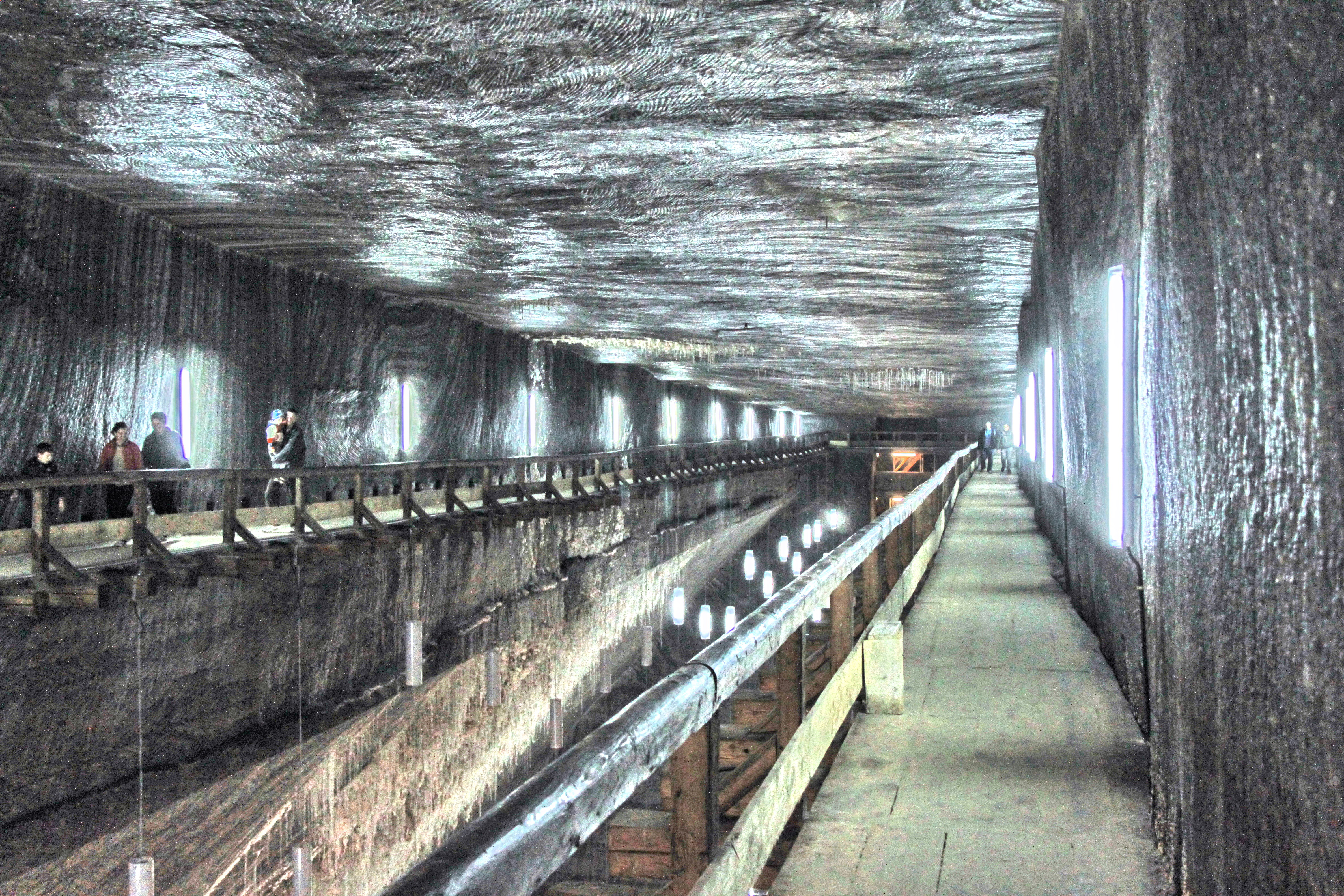